# Maria Josefa av Österrike (1751–1767)

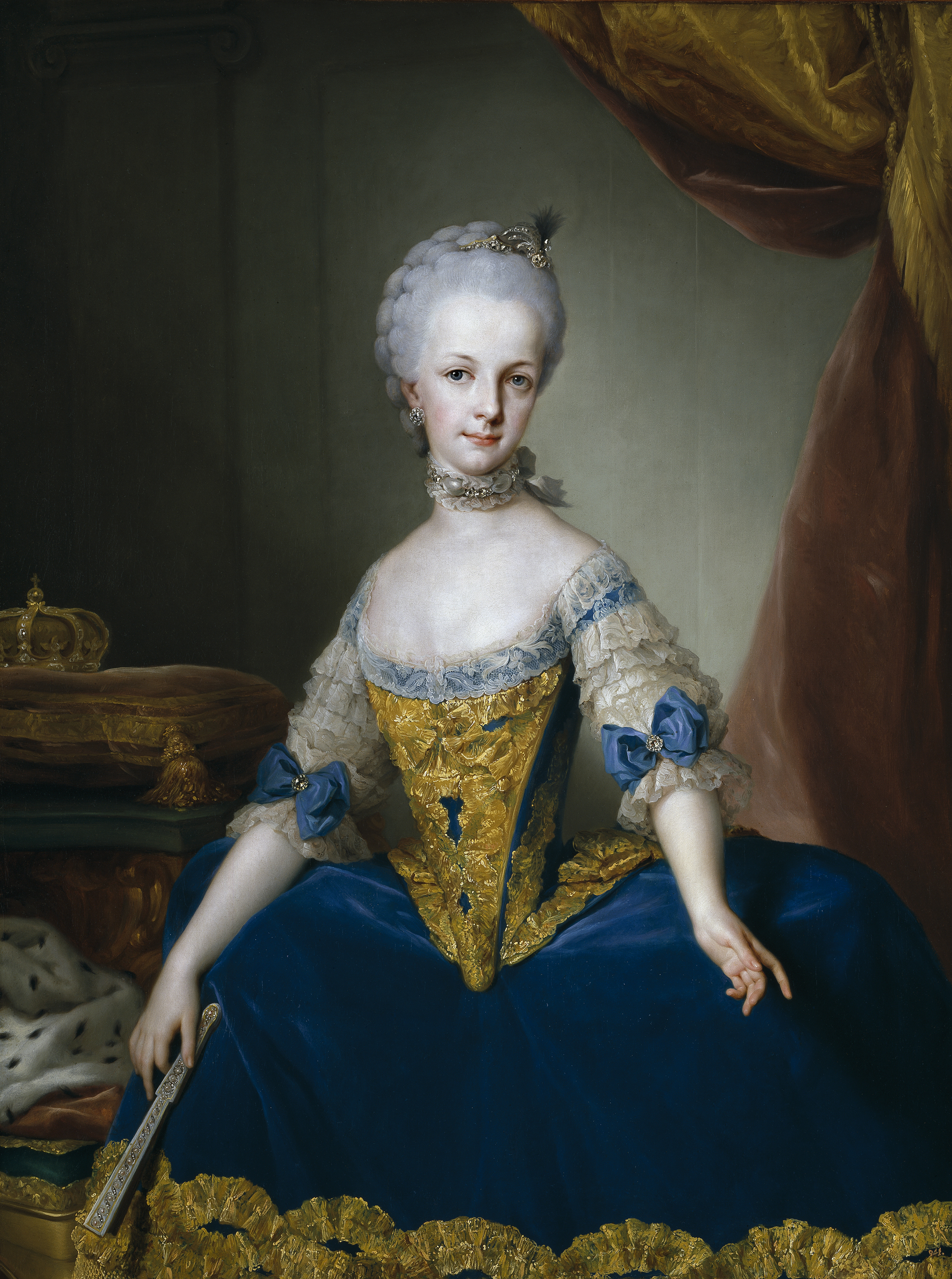
Maria Josepha of Austria - Anton Raphael Mengs - 1767

Maria Josepha av Österrike, född 19 mars 1751, död 15 oktober 1767, var en österrikisk ärkehertiginna, dotter till Maria Teresia av Österrike och Frans I (tysk-romersk kejsare). 
Maria Josepha fick sina egna rum vid fem års ålder och uppfostrades tillsammans med det syskon av samma kön som var närmast henne i ålder, Maria Johanna av Österrike, till vilken hon också fick en nära relation. Systrarna beskrivs som flitiga elever. 
Hennes mors politik inbegrep äktenskapsallianser mellan Österrikes dynasti och de styrande dynastierna i Frankrike, Spanien, Neapel och Parma, och hennes döttrar var förutbestämda att lottas ut som brudar till medlemmar av dessa monarkiers dynastier. Maria Amalia var menad att giftas bort med Ferdinand I av Bägge Sicilierna, men valdes bort på grund av åldersskillnaden, och därför trolovades i stället Maria Johanna med Ferdinand. År 1762 härjade en epidemi av smittkoppor i Wien. Maria Theresia gav order om att hennes barn skulle bli smittkoppsympade. Denna metod var framgångsrik för hennes syskon, men förorsakade Maria Johannas död. I hennes ställe blev Maria Josepha förlovad med Ferdinand. 
Maria Josepha beskrivs som vacker, tillbakadragen och som sin bror Josef II:s favorit. Sedan sin systers död i smittkopporna var Maria Josepha själv rädd för sjukdomen och rädd att en dag dö i den. Samma dag hon skulle resa till Neapel för sitt äktenskap, tvingades hon av sin mor besöka det gravvalv som tillhörde hennes före detta svägerska, Maria Josepha av Bayern, som nyligen dött i smittkoppor. Legenden säger att det var bönen vid den illa tillslutna kistan som gjorde att hon själv smittades av sjukdomen, och direkt insjuknade och dog. I själva verket innebär smittkoppornas inkubationstid att Maria Josepha, med tanke på att hon insjuknade så snabbt och plötsligt, måste ha blivit smittad redan långt före besöket i gravvalvet. Maria Josepha byttes snabbt ut mot sin syster Maria Karolina, som i hennes ställe fick gifta sig med Ferdinand av Neapel året därpå.   